# Euoticus
Euoticus é um gênero de primata da família Galagonidae. Pode ser encontrado na África Ocidental e Central, incluindo a ilha de Bioko.

## Espécies
- Euoticus elegantulus (Le Conte, 1857)
- Euoticus pallidus (Gray, 1863)